# Ptilichthys goodei
Ptilichthys goodei är en fiskart som beskrevs av Bean 1881. Ptilichthys goodei är ensam i släktet Ptilichthys och i familjen Ptilichthyidae. Inga underarter finns listade i Catalogue of Life.
Arten förekommer i norra Stilla havet fram till Berings sund. Den är vanligen 15 cm lång och några exemplar når en längd av 40 cm. Individerna vistas under natten nära havsytan. Det vetenskapliga släktnamnet bildas av de grekiska orden ptilon (fjäder) och ichthys (fisk). Artepitetet syftar på den amerikanska zoologen G.B. Goode.

## Utbredningsområde
Norra Stilla havet, från Japan, Ochotska havet, Kurilerna och Berings hav till mellersta Oregon.